# Múscul risori
El múscul risori (musculus risorius) o múscul de Santorini es troba al costat de la cara; és de mida petita i forma triangular. El múscul risori té l'origen en el teixit cel·lular que cobreix la regió parotídea. Format per diversos feixos, algunes vegades aquests poden estendre's fins al múscul esternoclidomastoidal, o bé no passar del masseter. Des d'aquests diferents punts d'origen, convergeixen tots els feixos cap a la comissura labial i acaben en part en la pell i en part a la mucosa.
La cara superficial es correspon amb la pell en tota la seva extensió. Però la cara més profunda descansa successivament sobre la paròtide, el masseter i el buccinador. D'altra banda, la vora superior és gairebé horitzontal i la vora inferior és obliqua, ascendent i es correspon amb el cutani del coll, al que acompanya en la mateixa direcció i amb el que sovint es confon.
Està irrigat per l'artèria facial i l'artèria transversa facial, ambdues, branques de la caròtide externa. L'innerven fibres nervioses de la branca cervicofacial del nervi facial.
La seva acció retreu la comissura labial. Quan els dos músculs homòlegs es contrauen junts, augmenten el diàmetre transversal de la boca, una disposició que caracteritza el somriure i per això rep la denominació de risori.

## Imatges

Posició del múscul risori(en vermell).